# 白石市立東中学校
白石市立東中学校（しろいししりつ ひがしちゅうがっこう）は、宮城県白石市にある公立中学校。

## 教育目標
- 友愛、英知、健康[1]

## 沿革
- 1988年（昭和63年）4月1日 - 白石中学校からの分離と大鷹沢中学校の閉校にともない開校[2]。
- 2019年（平成31年）4月1日 - 白川中学校と統合[3]

## 部活動
- 野球
- サッカー
- バレー（女子）
- バスケットボール（男女）
- ソフトテニス（男女）
- 陸上
- 新体操
- 卓球（男女）
- 剣道
- 吹奏楽
- 総合文化A
- 総合文化B

## 学区
- 白石市立大鷹沢小学校、白石市立白石第一小学校（JR東北本線を境にして東側の地域）、白石市立白石第二小学校（JR東北本線を境にして東側の地域）、白石市立白川小学校通学区域[5]。

## アクセス
- 東北自動車道
  - 白石インターチェンジ：国道4号を福島方面に約15分[6]。
  - 国見インターチェンジ：国道4号を白石方面に約26分[6]。
- 東日本旅客鉄道
  - 東北新幹線白石蔵王駅下車[6]。
  - 東北本線白石駅下車[6]。